# Bojići, Kolašin
Bojići este un sat din comuna Kolašin, Muntenegru. Conform datelor de la recensământul din 2003, localitatea are 156 de locuitori (la recensământul din 1991 erau 190 de locuitori).

## Demografie
În satul Bojići locuiesc 135 de persoane adulte, iar vârsta medie a populației este de 44,0 de ani (40,3 la bărbați și 49,2 la femei). În localitate sunt 45 de gospodării, iar numărul mediu de membri în gospodărie este de 3,47.
|  |

| Demografie | Demografie | Demografie |
| An         | Locuitori  | Locuitori  |
| ---------- | ---------- | ---------- |
|            |            |            |
|            |            |            |
|            |            |            |
|            |            |            |
| 1948       | 206        |            |
| 1953       | 207        |            |
| 1961       | 200        |            |
| 1971       | 210        |            |
| 1981       | 206        |            |
| 1991       | 190        | 190        |
| 2003       | 156        | 156        |

| \| Componența etnică conform recensământului din 2003[2] \| Componența etnică conform recensământului din 2003[2] \| Componența etnică conform recensământului din 2003[2] \| Componența etnică conform recensământului din 2003[2] \| Componența etnică conform recensământului din 2003[2] \| \| ----------------------------------------------------- \| ----------------------------------------------------- \| ----------------------------------------------------- \| ----------------------------------------------------- \| ----------------------------------------------------- \| \| \| \| \| \| \| \| Muntenegreni \| Muntenegreni \| \| 103 \| 66,02% \| \| Sârbi \| Sârbi \| \| 37 \| 23,71% \| \| Iugoslavi \| Iugoslavi \| \| 4 \| 2,56% \| \| necunoscută \| necunoscută \| \| 0 \| 0% \| |              |  |     |        |
| Componența etnică conform recensământului din 2003 |              |  |     |        |
| |              |  |     |        |
| Muntenegreni | Muntenegreni |  | 103 | 66,02% |
| Sârbi | Sârbi        |  | 37  | 23,71% |
| Iugoslavi | Iugoslavi    |  | 4   | 2,56%  |
| necunoscută | necunoscută  |  | 0   | 0%     |